# Estanislao López
Estanislao López (Santa Fe, 22 de noviembre de 1786-Santa Fe, 15 de junio de 1838) fue un caudillo y militar federal argentino, gobernador de la provincia de Santa Fe entre 1818 y 1838. 

## Infancia y juventud
Nació en Santa Fe el 22 de noviembre de 1786, hijo extramatrimonial de un oficial de milicias llamado Juan Manuel Roldán con María Antonia López, y fue bautizado con el apellido materno, López. Educado en la escuela franciscana de esa ciudad, marchó a los 15 años a luchar contra los indios del Chaco a órdenes de su padre.
Participó con el grado de sargento en la expedición al Paraguay bajo el mando de Manuel Belgrano. Fue capturado en la batalla de Paraguarí y al terminar la contienda fue conducido prisionero desde Asunción a un buque frente a Montevideo. La leyenda afirma que se escapó nadando y se incorporó al ejército sitiador de esa ciudad. Regresó más tarde a Santa Fe con el cargo de alférez.
Peleó contra los caudillos federales de Entre Ríos en el Combate del Espinillo y fue tomado prisionero, oportunidad en que conoció al caudillo José Artigas, cuyos ideales federales abrazó.

## Sus primeras incursiones como caudillo
En el año 1816, con el cargo de teniente, apareció como jefe del primer escuadrón de Blandengues de Santa Fe, durante la revolución por la que su provincia se separó de la de Buenos Aires. Bajo el mando del comandante Mariano Vera, tuvo una actuación destacada obligando a rendirse al ejército porteño de reconocimiento a las órdenes del general Juan José Viamonte. Luego de este hecho fue ascendido a capitán y fue nombrado jefe de la frontera norte de Santa Fe.
Poco después, el comandante Vera, con la decisiva ayuda del capitán López, rechazó de Santa Fe a un nuevo ejército porteño a las órdenes del general Eustoquio Díaz Vélez. Fue nombrado teniente coronel y comandante de armas de la provincia, y al año siguiente emprendió una victoriosa expedición contra los indios chaqueños en el norte de su provincia.
Cuando, el 15 de julio de 1818, el gobernador Vera fue depuesto por la oposición de sus propios aliados, la ciudad quedó indefensa. En esas circunstancias, López entró el 23 de julio a la capital provincial y asumió como gobernador de hecho; unas semanas más tarde fue reconocido como titular por el cabildo local.
Durante el gobierno de Vera, el director Supremo Juan Martín de Pueyrredón había dejado en paz a Santa Fe. Pero cuando asumió López, organizó una invasión a la provincia. En septiembre de ese año inició el ataque en dos frentes: desde Córdoba, al mando del coronel Juan Bautista Bustos, y desde el sur un poderoso ejército, al mando de general Juan Ramón Balcarce.
La estrategia de López era adecuada a su inferioridad numérica y de armamento: desgastar al enemigo con ataques continuos de tropas que huían enseguida. Su táctica de batalla consistía en usar parejas de jinetes, con armas de fuego: uno de ellos disparaba sus armas a pie, mientras el otro le sostenía el caballo; enseguida cargaban con sus lanzas.
López atacó primero a Bustos en Fraile Muerto (actual Bell Ville, provincia de Córdoba), dejándolo sin caballos. Y enseguida retrocedió hacia su provincia. Allí Balcarce, a pesar de la resistencia impuesta por las guerrillas dejadas por López, avanzó y ocupó sucesivamente Rosario, San Lorenzo y Coronda. López, consciente de ello, intentó defender la línea de defensa del Río Salado, pero fue desbordado en el Combate del Paso de Aguirre por las disciplinadas fuerzas invasoras. López huyó al norte y Balcarce ocupó sin resistencia una desierta Santa Fe, enviando su caballería en persecución de los santafesinos, quienes la derrotaron en el Combate de Monte Aguiar. Luego de esto, López comenzó una guerra de recursos obligando a Balcarce a encerrarse en la capital provincial. Luego de tantas vicisitudes, Balcarce fue obligado a retroceder haciendo continuas marchas y contramarchas, destruyendo sus caballos y hombres, y obligándolo finalmente a retirarse a San Nicolás de los Arroyos.
Pero Pueyrredón no se dio por vencido: envió a Viamonte a un segundo ataque y reforzó a Bustos. Una vez más, López atacó primero a Bustos, a quien enfrentó en la batalla de La Herradura, que fue un empate. Luego atacó y venció a las fuerzas de Viamonte en el Combate de Barrancas y luego lo sitió en la villa de Rosario. Estando allí se enteró de que el general José de San Martín se quejaba de que su campaña al Perú podía verse detenida si obligaban al Ejército de los Andes a retroceder hasta Santa Fe, como pretendía Pueyrredón. Alarmado, le entregó la carta a Viamonte, urgiéndolo a iniciar negociaciones de paz, para que no se perdiera la guerra exterior por una interior.
De modo que firmó con el Directorio el armisticio de San Lorenzo el 12 de abril de 1819], con el que consiguió un breve respiro, aunque sin resolver la cuestión de fondo. Mientras tanto, López hizo sancionar la constitución provincial de Santa Fe, la primera del país. 
El 17 de diciembre de ese mismo año había contraído matrimonio con María Josefa del Pilar Rodríguez del Fresno, con quien tuvo ocho hijos: Mercedes Leónidas Modesta, María Inés del Carmen, Prudencio Estanislao del Carmen, Margarita del Carmen, Ana, Fortunato Estanislao del Corazón de Jesús, Pedro Telmo del Corazón de Jesús y Martín María del Corazón de Jesús.
Poco después se sancionaba la constitución unitaria, que fue rechazada por las provincias federales.

## Cepeda y el Tratado del Pilar
[[Archivo:Estanislao López 1.jpg|thumb|Busto de Estanislao López en Rosario.
El nuevo director supremo, José Rondeau, decidió continuar con la estrategia de Pueyrredón, y pidió ayuda a las fuerzas de Portugal, que ocupaban la Banda Oriental, para aplastar las provincias federales de Corrientes y Entre Ríos, aunque felizmente el gobernador portugués no quiso comprometerse.
Nominalmente, López era un subordinado de Artigas. Artigas le ordenó atacar Buenos Aires, enviando en su ayuda al caudillo Francisco Ramírez, de Entre Ríos. Con él venía también Carlos María de Alvear, el exgobernante unitario, pero que pensaba usar a los federales para recuperar al poder en Buenos Aires. Y también José Miguel Carrera, que intentaba regresar a Chile a tomar nuevamente el gobierno, y Pedro Campbell, un marino irlandés que mandaba las fuerzas correntinas.
Como de costumbre, Rondeau llamó en su auxilio al Ejército del Norte, pero este se negó a seguir la guerra civil en el motín de Arequito y regresó a Córdoba. De modo que el director quedó solo frente a los federales, que lo derrotaron en la batalla de Cepeda, el 1.º de febrero de 1820.
En los días siguientes desapareció el Directorio y el Congreso, y la provincia de Buenos Aires reconoció su igualdad con las demás. Poco después se firmó el Tratado del Pilar entre Buenos Aires, Santa Fe y Entre Ríos. Pero la noticia de la derrota de Artigas en la batalla de Tacuarembó condicionó su texto, que dejaba sin la esperada ayuda al caudillo oriental.
Con este tratado se estableció fugazmente la paz entre los federales y Buenos Aires, y López regresó a su provincia.

## El final de la primera guerra civil
Buenos Aires quedó sumida en la anarquía y a mediados de año estaban de regreso varios de los partidarios del Directorio, (en el futuro llamados unitarios) además de que la ex capital no había cumplido el Tratado del Pilar. López invadió nuevamente Buenos Aires y derrotó al gobernador Miguel Estanislao Soler en la batalla de Cañada de la Cruz. Pero los porteños reaccionaron eficazmente, conducidos por Manuel Dorrego; este contraatacó y derrotó a Alvear y Carrera en San Nicolás, y a López en Pavón. Pero el santafesino reaccionó y lo derrotó completamente en la sangrienta Batalla de Gamonal.
Firmó un nuevo pacto con Buenos Aires, el Tratado de Benegas, del 24 de noviembre de 1820, por el que se arreglaba una nueva paz. López consiguió una indemnización por las invasiones porteñas que su provincia había sufrido, que el coronel Juan Manuel de Rosas se encargó de pagar puntualmente. El garante del nuevo tratado era el gobernador cordobés Bustos, su antiguo enemigo.
El nuevo tratado dejaba de lado a Ramírez, que decidió atacar Buenos Aires. Comenzó su ataque en abril de 1821, atacando simultáneamente la ciudad de Santa Fe y Coronda; pero el coronel Lucio Norberto Mansilla traicionó a Ramírez y lo dejó solo frente a los porteños y santafesinos en Coronda. Allí logró vencer en dos batallas, para ser finalmente derrotado por el gobernador López. De allí, Ramírez marchó a atacar a Bustos, pero fue nuevamente derrotado en dos nuevas batallas. Mientras escapaba fue alcanzado y muerto por una partida de soldados de López en las proximidades de Villa María del Río Seco (norte de Córdoba). Su cabeza le sería enviada a Santa Fe, donde el doctor Rodríguez de Fresno (suegro de López) la embalsamó, y cuyo gobernador delegado Méndez la exhibió en una jaula de hierro. A su regreso de la campaña a que había salido, López expresó «¡Pobre Ramírez, he ahí el resultado de la guerra civil! Yo, a pesar de su ambición, apreciaba mucho a este hombre.» Impresionado por un espectáculo tan desagradable mandó que fuera quitada del Cabildo y que la sepultasen en la iglesia de la Merced.
Así terminaba la “guerra de los siete años”, un largo período de sufrimiento para Santa Fe.

## Años de paz
Durante los años siguientes, López gobernó su provincia en paz, asegurado por el Tratado del Cuadrilátero. Durante esos años estuvieron a su servicio como ministros los futuros gobernadores Domingo Cullen y Pascual Echagüe. La provincia logró mejorar rápidamente su economía ganadera y comercial.
Cuando el general San Martín regresaba de su expedición al Perú, temiendo ser arrestado por el gobierno porteño por haberse negado a defenderlo de los caudillos federales en 1820, López le escribió 

"Estaré en el Desmochado con mi provincia en masa para llevarlo en andas hasta la Plaza de la Victoria."

Apoyó la Guerra del Brasil, y dirigió la campaña sobre las Misiones Orientales; pero ante la negativa de Fructuoso Rivera de sometérsele, dejó que este la concluyera exitosamente.
Tras el fracaso del Congreso General de 1824, por la paz que pactó el ministro del presidente Bernardino Rivadavia con el Imperio del Brasil, se reunió en Santa Fe una Convención Nacional de representantes de las provincias, que nombró a López jefe del ejército federal y a Dorrego (nuevamente gobernador de Buenos Aires, ahora en el bando federal), encargado de las relaciones exteriores.

## Otra vez la guerra
En diciembre de 1828, el general unitario Juan Lavalle derrocó e hizo fusilar al gobernador Dorrego. En respuesta, López y Rosas se aliaron y lo derrotaron en la batalla de Puente de Márquez. A continuación, Rosas sitió a Lavalle en Buenos Aires y lo obligó a renunciar; a fines de año, Rosas asumió el gobierno y la representación nacional.
En 1830, la amenaza de José María Paz como líder de la Liga Unitaria hizo que las provincias del litoral suscribieran, el 4 de enero de 1831, el Pacto Federal. Este era una alianza militar, pero sería también la base para las relaciones interprovinciales durante dos décadas.
López y Rosas atacaron a Paz en Córdoba: en el sur, los porteños derrotaron a los unitarios en la batalla de Fraile Muerto, mientras en el norte, López atacaba continuamente sin presentar batalla. Paz intentó forzarlo a una batalla abierta, y cuando estaba inspeccionando el frente fue tomado prisionero por las fuerzas de López.
La guerra terminó casi sin combatir: Córdoba pasó a ser gobernada por los hermanos Reynafé, aliados de López, y Facundo Quiroga terminaría con la Liga Unitaria en la batalla de La Ciudadela. Las provincias quedaron bajo la hegemonía de López, Quiroga y Rosas. Con apoyo de López, el gobierno de Entre Ríos fue asumido por Pascual Echagüe.
La derrota de Paz dio a López su oportunidad política para intentar cumplir el llamado a una Comisión Representativa, como decía el Pacto Federal, para establecer una Constitución Nacional; pero tanto Rosas como Quiroga se opusieron decididamente a ello. López logró ubicar gobernadores aliados en las provincias de Entre Ríos, Córdoba y Santiago del Estero, pero éstos se identificaron progresivamente con Rosas. De modo que López fue pasando a un segundo plano en la política nacional.

## Últimos años
Los años venideros fueron pacíficos para López, aunque debió combatir contra los indígenas del norte de su provincia y con los ranqueles del sudoeste.
El 3 de enero de 1833, el capitán Onslow tomó el control de las islas Malvinas en nombre del imperio británico, mediante una operación militar empleando los buques de guerra H.M.S Clío y H.M.S Tyne para desalojar a la guarnición argentina de Puerto Soledad. 	 	 
El 24 de enero de 1833, el gobernador de Buenos Aires, Ramón Balcarce, envió nota a la provincia de Santa Fe informando los hechos ocurridos en Malvinas.
El 18 de febrero de 1833, Pedro Pablo Vidal, agente de negocios de Santa Fe en Buenos Aires, envió otra nota por el mismo motivo.
El 25 de febrero de 1833, Santa Fe responde ambas cartas, con las firmas del gobernador Estanislao López y de su ministro de hacienda Domingo Cullen. 
Los facsímiles de estas notas están conservados en el Archivo General de la Provincia de Santa Fe. 

La nota de respuesta a Ramón Balcarce es:  
"Por la respetable nota de 24 de enero próximo pasado que el Excmo. Gobierno de Buenos Ayres encargado de las relaciones exteriores de la República, se ha servido dirigir al de esta provincia, y por las copias que la acompañan, ha tenido el infrascripto la mortificante noticia de la ocupación de las Islas Malvinas por la corbeta de guerra "Clío" de S. M. Británica y del desalojo que obligó a hacer de ellas a las fuerzas de la República que las ocupaban por el título de dominio y señorío que sobre dichas islas tiene. El gobierno de Santa Fe espera lleno de confianza que el Excmo. de Buenos Ayres obrará en tan grave y delicado negocio con la firmeza y hábil circunspección tantas veces demostradas en defensa de los derechos de la república; y que representado al gabinete de St. James lo injusto de su pretensión, y la enorme injuria inferida al honor del pabellón argentino, con infracción manifiesta de los pactos existentes entre ambos Estados, alcanzará de aquel la reparación al insulto ejecutado por el comandante Onslow; por que no es de creer que un gobierno que tanto blasona la libertad de su política, que la ha demostrado en ambos mundos, no ya con sus más encarnizados enemigos, quiera sostener por la fuerza tan escandalosa usurpación hecha a sus mejores amigos en mengua de la fe británica, y manchando su bandera con horribles colores. Sírvase el Excmo. Gobierno de Buenos Ayres admitir las sinceras protestas de aprecio y respetuosa consideración con que se honra saludarlo. Estanislao López. Domingo Cullen." (Archivo de Santa Fe. Copiador de notas y comunicaciones. Año 1833).  
    

La nota enviada a Pedro Pablo Vidal es: 
“Santa Fe, Febrero 25 de 1833.- Ha recibido el Gobierno la nota de su Agente de Negocios en Buenos Aires, datada a 18 del presente, en que le participa la ocupación de las Islas Malvinas por las fuerzas de S. M. Británica, al parecer por el derecho con que se considera sobre dichas Islas. Cualquiera que sean los títulos de soberanía con que aquel Gobierno se crea dueño de ellas, por muy justificados que ellos fuesen, nunca los tendría para apoderarse de las Malvinas del modo violento que lo ha ejecutado el Comandante de la Curca de Guerra Clío, insultando atrozmente a la República, y quebrantando los tratados que entre ambos gobiernos existen. En medio de la indignación que semejante atentado ha causado al infrascripto, no se le oculta que éste y otros muchos vejámenes, varias veces inferidos a la República, tienen esencialmente su origen en la inconstitución en que se encuentra el país, y en la figura poco digna que ello representa. Saluda al señor Agente de Negocios con toda consideración y distinguido aprecio. Estanislao López, Domingo Cullen." (Archivo de Santa Fe. Copiador de notas y comunicaciones. Año 1833). 

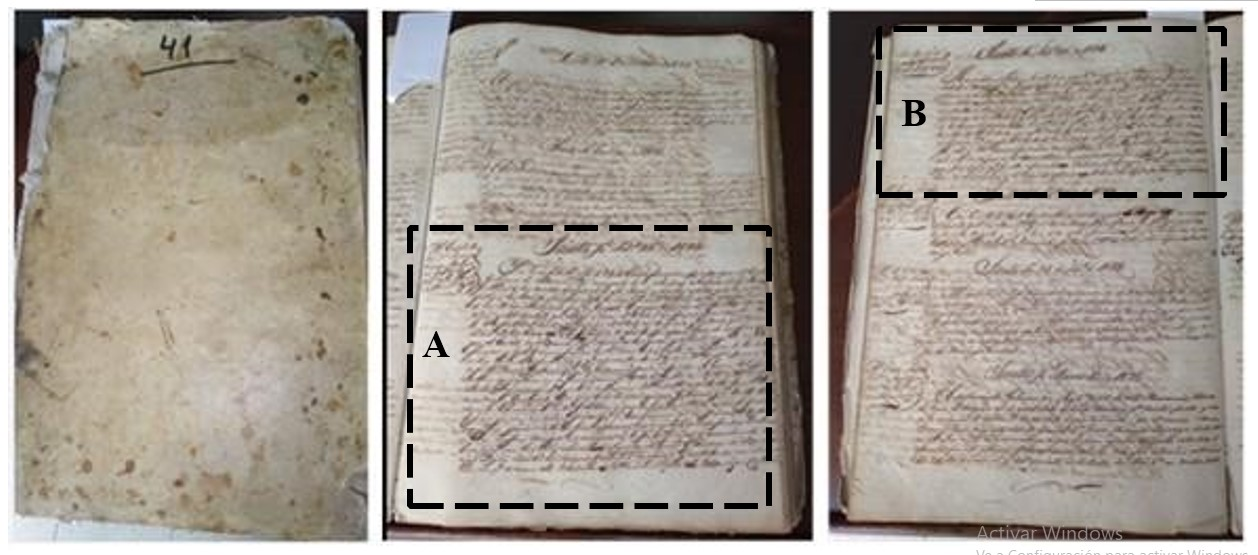

Aún en sus tiempos de decadencia, el brigadier general López se mantuvo como una de las grandes figuras del Federalismo y la Confederación Argentina. Se convirtió en bandera de los federales que no quisieron someterse a Rosas, pero le faltaron recursos para hacerle frente.
A principios de 1835 fue asesinado Quiroga por orden de los Reynafé. Este hecho, tal vez planeado para aumentar su poder, terminó por hacerle perder prestigio e influencia. Las provincias de Córdoba y Entre Ríos quedaron en manos de gobernadores que sólo reconocían a Rosas como su jefe. Pero López ya estaba al margen de los hechos, ya que el avance de la tuberculosis le impedía salir más que muy pocas veces de su casa.
Al producirse el bloqueo francés al Río de la Plata en 1838, López comisionó a Domingo Cullen, su ministro, ante Rosas, para obtener un acercamiento entre este y el jefe de la flota francesa. Pero el enviado intentó pactar con el jefe de la escuadra bloqueadora, quitando a Rosas las relaciones exteriores.
Estanislao López, el patriarca de la federación, murió en Santa Fe en junio de 1838. El luto por su muerte duró un mes y Santa Fe fue escenario del mayor cortejo fúnebre de su historia.
La muerte de López dejó las intrigas de Cullen en nada, y llevarían a este a la muerte a manos de Rosas, y al aumento de las luchas civiles en el país.
Su hermano Juan Pablo López heredaría parte de su prestigio y sería varias veces gobernador de Santa Fe. El más conocido de sus hijos fue el coronel Telmo López, especialmente notable por haber combatido en el Ejército de Paraguay durante la Guerra de la Triple Alianza.